# Hello Kitty (chanson)
Pour le personnage fictif, voir Hello Kitty. Pour l'affaire policière de Hong Kong, voir meurtre Hello Kitty.
Singles de Avril Lavigne
Let Me Go
(2013) Give You What You Like
(2015)
Clip vidéo
[vidéo] « Hello Kitty », sur YouTube

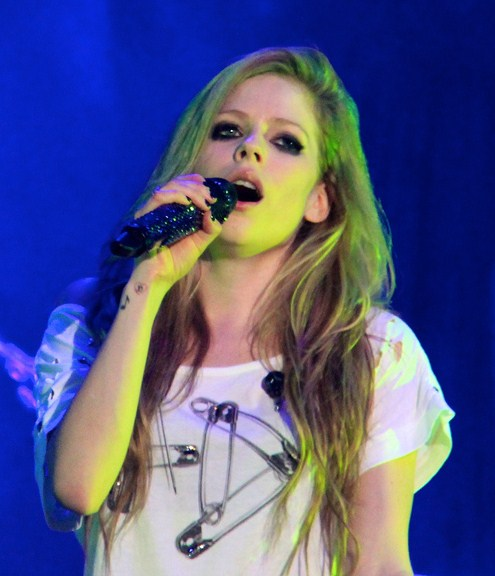
Avril Lavigne auteur de la chanson Hello Kitty

Hello Kitty est une chanson de la chanteuse franco-canadienne Avril Lavigne extraite de son cinquième album studio Avril Lavigne, sorti en 2013,.
La chanson rend hommage à la culture asiatique, qu'Avril Lavigne admire beaucoup.

## Texte et musique
Dans Hello Kitty, Avril Lavigne exprime son amour pour la marque Hello Kitty. Mais la chanson a aussi un double sens. La chanteuse a confié à Digital Spy :

« [La chanson] est coquette et un peu sexy, mais elle parle vraiment aussi de mon amour pour Hello Kitty ! »

## Clip
Le clip de la chanson Hello Kitty a été tourné en secret à Tokyo (dans la rue Katto à Harajuku et dans le parc Miyashita à Shibuya) à la fin de mars 2014.
Paru en avril 2014, il est mal accueilli par la presse spécialisée, jugé stéréotypé et raciste selon cette dernière,,. Lavigne dément en affirmant adorer le Japon et qu'elle passe la moitié de son temps là-bas[réf. nécessaire]. Le clip, enlevé quelques heures après de YouTube, est remis en ligne et l'ambassade du Japon à Washington D.C affirme que le clip n'est pas raciste et qu'Avril a voulu bien faire même si cela a été mal interprété[non neutre].

## Classements
| Classement (2013—2014)                            | Meilleure position |
| ------------------------------------------------- | ------------------ |
| Japon (Billboard Japan Hot Top Airplay)           | 82                 |
| Corée du Sud (Gaon International Downloads Chart) | 70                 |
| États-Unis (Billboard Hot 100)                    | 75                 |